# Geopsammodius ohoopee
Geopsammodius ohoopee är en skalbaggsart som beskrevs av Paul E.Skelley 2006. Geopsammodius ohoopee ingår i släktet Geopsammodius och familjen Aphodiidae. Inga underarter finns listade i Catalogue of Life.